# 人民集団軍
人民集団軍（じんみんしゅうだんぐん）は、連合軍軍政期の北朝鮮地区の防衛組織。保安幹部訓練大隊の後身であり、朝鮮人民軍の前身である。

## 概要
1947年5月17日、保安幹部訓練大隊は「人民集団軍」に改組拡充された。司令官は保安幹部訓練大隊司令官だった崔庸健である。解放後、朝鮮半島に登場した初の「軍」である。
対戦車砲が装備されるなど、「軍」たるにふさわしい本格的な増強が図られた。

## 編成
- 総司令部
  - 司令部本部
    - 第1師団（价川）
    - 第2師団（羅南）
    - 第3独立混成旅団（平壌）
    - 警備連隊
    - 飛行連隊
    - 中央病院
    - 中央保安幹部学校、平壌学院